# لوکینو (شهرستان کارگوپولسکی، استان آرخانگلسک)
لوکینو (به لاتین: Lukino) یک منطقهٔ مسکونی در روسیه است که در استان آرخانگلسک واقع شده‌است.